# Rinascita (rivista)
Rinascita è stata una rivista settimanale italiana, in origine un mensile politico-culturale del Partito Comunista Italiano. Fu fondata da Palmiro Togliatti nel 1944.

## Storia del periodico
La rivista, fondata a Salerno nel giugno 1944, per trasferirsi dopo tre numeri a Roma nell'ottobre dello stesso anno, portava nel n.1 il titolo di testata "La Rinascita". Per i primi decenni la periodicità della rivista fu mensile, fino alla primavera del 1962 quando si trasformò in settimanale.

Fondata dal leader comunista Palmiro Togliatti si presenta come lo strumento per aprire la strada italiana al socialismo. Le linee del disegno togliattiano appaiono subito chiare dal "Programma" che esce sul primo numero:
"Il nostro scopo principale è di fornire una guida ideologica a quel movimento comunista il quale, stretto alleato del movimento socialista, è parte integrante ed elemento dirigente del moto di rinnovamento profondo che sempre più tende oggi a manifestarsi e affermarsi in tutti i campi della vita del nostro paese (...) Le dottrine di Marx e di Engels, di Lenin e di Stalin, devono diventare nel nostro paese patrimonio sicuro dell'avanguardia proletaria e delle avanguardie intellettuali (...).
Non siamo capaci di elevare barriere artificiose od ipocrite tra le sfere diverse dell'attività - economica, politica, intellettuale, - di una nazione. Non separiamo e non possiamo separare le idee dai fatti, il corso del pensiero dallo sviluppo dei rapporti di forza reali, la politica dall'economia, la cultura dalla politica, i singoli dalla società, l'arte dalla vita reale (...)
E come la rinascita del movimento operaio è inizio e sarà nei suoi sviluppi fonte sicura di rinnovamento di tutto il paese, così la ripresa di un movimento di pensiero marxista non può non significare inizio di rinnovamento in tutti i campi dell'attività nostra intellettuale e culturale".
Rinascita ha rappresentato nel 1944, con la sua presenza costante nel dibattito politico-culturale italiano, lo strumento di elaborazione e diffusione della politica culturale del PCI.
Fin dal primo numero apparve sulle pagine della rivista la pubblicazione delle Lettere dal carcere di Gramsci, che continuò negli anni seguenti, e comparvero i primi articoli di polemica della letteratura e cultura del ventennio fascista.
Uno dei meriti di Rinascita è stato quello di saper esprimere la posizione del PCI pur ospitando articoli e interventi anche di intellettuali di formazione non marxista. Nel 1965 andava ad aggiungersi come supplemento mensile di Rinascita la rivista autonoma Il Contemporaneo fondata da Romano Bilenchi, Carlo Salinari e Antonello Trombadori.
Nell'agosto 1989 Rinascita sospese le pubblicazioni per riprenderle cinque mesi dopo (gennaio 1990), sotto la direzione di Alberto Asor Rosa (nominato nell'ottobre 1989), con una nuova numerazione e un nuovo formato, fino al 18 febbraio 1991 quando uscì l'ultimo numero. Alla sua fine, il settimanale del neonato Partito Democratico della Sinistra, poteva contare su appena 16 giornalisti e 5 collaboratori. Le vendite erano ormai crollate a 12-13 000 copie con un deficit annuo di 3 miliardi di lire.
La Società Rinascita Editoriale S.r.l., entrata nella proprietà dei Democratici di Sinistra, è stata ceduta il 2 dicembre 1998 ad Achille Occhetto.

## Direttori
- Palmiro Togliatti (1944-1964)[1]
- Gian Carlo Pajetta (14 ottobre 1964 - 14 dicembre 1966)
- Luca Pavolini (15 dicembre 1966 - 1970)
- Alessandro Natta (1970-1972)
- Gerardo Chiaromonte (1972-1975)
- Alfredo Reichlin (1975-1977)
- Adalberto Minucci (1977-1979)
- Luciano Barca (1979-1983)
- Giuseppe Chiarante (1983 - 1986)
- Romano Ledda (30 aprile 1986 - 26 marzo 1987)
- Franco Ottolenghi (29 luglio 1987 - 30 luglio 1989)
- Alberto Asor Rosa (31 luglio 1989 - 24 febbraio 1991)